# Lista de deputados estaduais do Ceará da 12.ª legislatura
Essa é uma lista de deputados estaduais do Ceará eleitos para o período 1955-1959. Foram eleitos 45 deputados.

## Composição das bancadas
| Partido | Líder                 | Bancada | Posição  |
| ------- | --------------------- | ------- | -------- |
| UDN     | Edival de Melo Távora | 15 / 45 | Governo  |
| PSD     | Wilson Gonçalves      | 15 / 45 | Oposição |
| PSP     | Plácido Castelo       | 8 / 45  | Oposição |
| PTB     | José Peregrino Frota  | 7 / 45  | Governo  |

## Deputados estaduais
| Número | Deputados estaduais eleitos        | Partido | Votação | Cidade onde nasceu      | Unidade federativa |
| 22885  | Paulo Cabral de Araújo             | UDN     | 11.420  | Guaiúba                 | Ceará              |
| 14564  | Péricles Moreira da Rocha          | PTB     | 8.274   | Fortaleza               | Ceará              |
| 22204  | Manuel de Castro Filho             | UDN     | 9.139   | Morada Nova             | Ceará              |
| 41790  | Waldemar Alcântara                 | PSD     | 7.888   | São Gonçalo do Amarante | Ceará              |
| 22687  | Décio Teles Cartaxo                | UDN     | 7.755   | Mauriti                 | Ceará              |
| 22189  | Francisco Saraiva Xavier           | UDN     | 7.462   | Brejo Santo             | Ceará              |
| 22348  | Rigoberto Romero de Barros         | UDN     | 7.429   | Itapipoca               | Ceará              |
| 22748  | Jeová Costa Lima                   | UDN     | 7.396   | Itaiçaba                | Ceará              |
| 22449  | Guilherme Teles Gouveia            | UDN     | 7.303   | Granja                  | Ceará              |
| 41658  | Antônio Danúsio Barroso            | PSD     | 6.971   | Itapipoca               | Ceará              |
| 41733  | Ésio Pinheiro                      | PSD     | 6.875   | Jaguaribe               | Ceará              |
| 41485  | Raimundo Gomes da Silva            | PSD     | 6.768   | Uruburetama             | Ceará              |
| 22560  | Edson da Mota Corrêa               | UDN     | 6.672   | Caucaia                 | Ceará              |
| 46416  | Francisco Deusimar Lins Cavalcante | PSP     | 6.633   | Pedra Branca            | Ceará              |
| 41331  | Expedito Machado da Ponte          | PSD     | 6.599   | Crateús                 | Ceará              |
| 46756  | José Pontes Neto                   | PSP     | 6.578   | Massapê                 | Ceará              |
| 22721  | Manuel Gomes Sales                 | UDN     | 6.517   | Acaraú                  | Ceará              |
| 22489  | Celso Barreira Filho               | UDN     | 6.478   | Jaguaribe               | Ceará              |
| 46504  | Raimundo de Queiroz Ferreira       | PSD     | 6.404   | Beberibe                | Ceará              |
| 22726  | Edival de Melo Távora              | UDN     | 6.355   | Iguatu                  | Ceará              |
| 46393  | Plácido Aderaldo Castelo           | PSP     | 6.344   | Mombaça                 | Ceará              |
| 41384  | Antonio Paes de Andrade            | PSD     | 6.324   | Mombaça                 | Ceará              |
| 41112  | Ernesto Gurgel Valente             | PSD     | 6.321   | Aracati                 | Ceará              |
| 22559  | Liberato Moacyr de Aguiar          | UDN     | 6.271   | Fortaleza               | Ceará              |
| 22870  | Cincinato Furtado Leite            | UDN     | 6.267   | Santana do Cariri       | Ceará              |
| 22722  | José Napoleão de Araújo            | UDN     | 6.252   | Brejo Santo             | Ceará              |
| 22755  | Antônio Barros dos Santos          | UDN     | 6.205   | Itapiúna                | Ceará              |
| 41547  | Franklin Chaves                    | PSD     | 6.124   | Fortaleza               | Ceará              |
| 41950  | Wilson Gonçalves                   | PSD     | 6.038   | Cajazeiras              | Paraíba            |
| 41860  | Almir dos Santos Pinto             | PSD     | 5.890   | Lavras da Mangabeira    | Ceará              |
| 41338  | Cândido Ribeiro Neto               | PSD     | 5.839   | Aurora                  | Ceará              |
| 41949  | Osíris Pontes                      | PSD     | 5.755   | Massapê                 | Ceará              |
| 41587  | Joel Marques                       | PSD     | 5.742   | Tauá                    | Ceará              |
| 41386  | Joaquim de Figueiredo Correia      | PSD     | 5.688   | Várzea Alegre           | Ceará              |
| 46246  | Francisco Júlio Filizola           | PSP     | 5.336   | São Benedito            | Ceará              |
| 46119  | Almino Loiola de Alencar           | PSP     | 5.194   | Araripe                 | Ceará              |
| 46784  | Tibúrcio Valeriano Soares Diniz    | PSP     | 5.150   | Fortaleza               | Ceará              |
| 46706  | Antônio Carvalho Rocha             | PSP     | 5.143   | Granja                  | Ceará              |
| 14233  | Antônio Gomes de Freitas           | PTB     | 5.119   | Tauá                    | Ceará              |
| 46938  | Setembrino Fontenele Veras         | PSP     | 4.907   | Camocim                 | Ceará              |
| 14979  | José Peregrino Frota               | PTB     | 4.789   | Quixeramobim            | Ceará              |
| 14890  | José Haroldo Magalhães Martins     | PTB     | 4.720   | Santa Quitéria          | Ceará              |
| 14660  | Vicente Ribeiro do Amaral          | PTB     | 4.709   | São Benedito            | Ceará              |
| 14469  | José Firmo de Aguiar               | PTB     | 4.426   | Massapê                 | Ceará              |
| 14395  | José Monteiro de Macedo            | PTB     | 4.279   | Cabaceiras              | Paraíba            |